# II wojna Burów z Basuto
II wojna Burów z Basuto miała miejsce w latach 1865–1868.
W roku 1864 prezydentem Oranii został Johannes Henricus Brand, który za pierwszy cel wytyczył sobie ustabilizowanie granic burskich z Basuto. W roku 1865 doszło do nowej wojny z państwem Basuto, osłabionym wewnętrznymi sporami. Wódz Moshoeshoe I był już podeszłym wieku, zaś jego synowie rywalizowali ze sobą o władzę ułatwiając Burom zadanie. W wyniku krótkiej wojny w roku 1866 wódz zmuszony został w końcu do podpisania pokoju i zwrotu na rzecz Burów części swoich ziem. Pomimo zwycięstwa Burowie nadal przypuszczali ataki na państwo Basuto. Konflikt ostatecznie zakończony został w roku 1868 po tym jak Moshoeshoe I zgodził się na przyłączenie państwa Basuto do brytyjskiej Kolonii Przylądkowej. 
Literatura
- Piotr Fiszka-Borzyszkowski: Wojna Burska 1880-1881. Wyd. Bellona. Warszawa 2012.